# Чорна книга Польщі
Чорна книга Польщі — це 750-сторінковий звіт, опублікований у 1942 році Міністерством інформації польського уряду в екзилі, в якому описуються звірства, вчинені Німеччиною в окупованій Польщі протягом 22 місяців між вторгненням до Польщі у вересні 1939 року та кінець червня 1941 р.
Усі оцінки, наведені в книзі розділ за розділом, базуються на даних, зібраних під час війни на Сході та вбивства євреїв за допомогою чадного газу під час операції Рейнхард. – запущений у 1942 році для реалізації «Остаточного рішення» – тільки почався. Усі втрати частково сумовані. У книзі задокументовано понад 400 000 випадків навмисних вбивств – у середньому 1576 на день.
Чорна книга Польщі вважається продовженням польської Білої книги 1941 року.

## Зміст
Чорна книга — це збірка підтверджених документів, показань, свідчень очевидців і міністерських зведень, які описують та ілюструють фотографіями злочини нацистів проти польського народу та військові злочини в окупованій Польщі під час Другої світової війни, скоєні лише за два роки: включаючи різанину, тортури, вигнання, примусову колонізацію, переслідування, знищення культури та приниження нації.
Книга є продовженням «Вторгнення Німеччини в Польщу », складеного польським урядом у вигнанні та опублікованого в 1940 році, іноді вважається першим томом цієї серії публікацій. В оригінальному томі йдеться про військові злочини під час вторгнення до Польщі у вересні 1939 року. «Чорна книга» Дж. П. Патнема «Сини Нью-Йорка» (або «другий том» «Чорної книги Польщі ») була опублікована в Лондоні видавництвом Хатчінсон під іншою назвою: «Німецький новий порядок у Польщі», лише 585 сторінок і 61 пластини. Чорна книга складається з дев'яти розділів, яким передує вступ під назвою «Hora Tenebrarum». Усі розділи містять довгі додатки.

### Розділи книги
1. Частина І. Розправи і тортури
2. Частина II. Вигнання польського населення зі своєї землі
3. Частина III. Переслідування євреїв і гетто
4. Частина IV. Пограбування суспільної та приватної власності
5. Частина V. Економічна експлуатація польських територій під німецькою окупацією
6. Частина VІ. Релігійне переслідування
7. Частина VII. Приниження і деградація польської нації
8. Частина VIII. Знищення польської культури
9. Частина IX. Порушення рейхом міжнародного права . [1]